# Pomorze (województwo podlaskie)
Pomorze – wieś w Polsce położona w województwie podlaskim, w powiecie sejneńskim, w gminie Giby.
| SIMC    | Nazwa           | Rodzaj    |
| ------- | --------------- | --------- |
| 1011276 | Budziewizna     | część wsi |
| 1011508 | Pomorze Małe    | część wsi |
| 1011514 | Pomorze Wielkie | część wsi |

Wieś królewska ekonomii grodzieńskiej położona była w końcu XVIII wieku w powiecie grodzieńskim województwa trockiego. W latach 1975–1998 miejscowość położona była w województwie suwalskim.
Siedziba Nadleśnictwa Pomorze.